# Jean-Guillaume Cabanne
Pour les articles homonymes, voir Cabanne.
Jean-Guillaume Cabanne, guitariste de formation, est un producteur français de musique électronique minimale. Il a enregistré sur le label 7th City à Détroit, et sur les labels Logistic, Telegraph, Karat et Perlon en Europe.
Aux côtés des musiciens Dandy Jack, Dimbiman, Luciano, Daniel Bell, Richie Hawtin, Akufen et Ricardo Villalobos, il a participé à la première présentation live du projet Narod Niki.
En 2001, il forme le duo Copacabannark avec Guillaume Berroyer (Ark).
Il forme également le duo K.O.D (Kings Of Delay) avec Lowris.